# Tölgyes Gyula
Tölgyes Gyula (Jakobovics; Szeged, 1893. november 27. − 1945) magyar író, újságíró, lapszerkesztő. Az 1945 előtti szegedi sajtó jeles egyénisége.

## Életpályája
Szegeden felekezetét tartó zsidó családban született, apja Jakobovics Ferenc (1855–1935) a kassai kerületi Petriken született, foglalkozása pincér; anyja Strohmann Anna (1861–1932). Hárman voltak testvérek, Jakobovics Gyula volt a legfiatalabb, apja családi nevén jegyezték be az anyakönyvbe, polgári neve mindvégig ez maradt, de írói neve mindig Tölgyes Gyula volt. Gimnáziumi tanulmányait 1904-1912 közt a szegedi piarista gimnáziumban végezte, de már 1911. június 1-jén a Délmagyarország című fiatal szegedi napilap munkatársa lett, majd 1913. március 15-én átlépett a patinás, nagy múltú Szegedi Naplóhoz, de itt még rövidebb ideig maradt, elszegődött a radikális Szeged és Vidéke című napilaphoz.
A Szeged és Vidéke szerkesztőségében együtt dolgozott Juhász Gyulával és Frank Józseffel (1875-1929), megtanulta mellettük az újságírás mesterségét, s irodalmi vágyainak is élhetett. 1915-ben elbeszéléskötetet adott ki, amelyben a háború sújtotta hátország embereinek helyzetét tárja elénk, mindezt egy sebesült katona szemszögéből. Tölgyes kötete jó kritikákat kapott, köztük Juhász Gyulától. Újságírói tevékenységének elismerését is jelzi, hogy 1916-ban az egyik legjobb szegedi újságírónak tartották, érdemesnek arra, hogy megkapja a Mikszáth-díjat, végül nem kapta meg, mert egy idős, nélkülözésben élő újságírónak, Szabó Mihálynak ítélték oda.
1917 tavaszán a helyi sajtó szabadságát korlátozni akarta a közigazgatási vezetés, az újságírók nagy többsége ez ellen Nyilatkozatban tiltakozott, a Nyilatkozatot Tölgyes Gyula is aláírta. Irodalmi ambícióit jelzi, hogy 1917. március 24-én a Szegedi Nemzeti Színházban Ibsen Solness építőmester c. előadásához bevezetőt tartott. Közéleti aktivitását mutatja, hogy 1917. április 15-én beválasztották a szegedi Műbarátok Köre sajtóbizottságába, ahol többekkel együtt dolgozott: Balla Jenő, Frank József, Pásztor József, Ortutay István.
Az első világháború utolsó éveiben nagyon nehéz helyzetbe került Tölgyes Gyula, az újságíróhiány miatt mindössze harmadmagával, Frank Józseffel és Juhász Gyulával írta és szerkesztette a lapot, a tulajdonos-főszerkesztő, Balassa Ármin keveset dolgozott, egy idő után már be sem ment a szerkesztőségbe, ráadásul rosszul fizette a beosztottjait. A rosszul fizetett beosztottak fizetésemelés végett sztrájkba léptek 1918. május 14-én, fizetésemelést nem kaptak, így más lapokhoz mentek dolgozni. Frank és Juhász a Délmagyarországhoz lépett át. Tölgyes a Friss Újsághoz, majd a Friss Hírekhez. Az 1920-as évek elején Tölgyes Gyula a szorongatott helyzetbe került Szegedi Naplónál lett újságíró. A Naplót ekkor névlegesen Engel Vilmos kiadó szerkesztette, de valójában Sz. Szigethy Vilmos gyakorolta a szerkesztői jogokat. Móra Ferenc, Trencsényi György, s olykor Juhász Gyula is írt a Naplóba. Tölgyes sajtóperbe keveredett 1921-ben Zsirkay Jánossal (1880–1940), a helyi szélsőjobbos újságíróval, politikussal. A Napló 1922 tavaszán a kormánypárti Endrényi Imre kezébe került. Tölgyes 1922. április 20-án távozott a laptól, de az új tulajdonostól nem kapta meg a végkielégítést, hosszabb pörösködés után 1923. április 4-én igazságot szolgáltattak neki. Vagy 2.5 hónapig állás nélkül volt, majd különböző lapoknál dolgozott, végül a két világháború közt újraindított Szegedi Napló munkatársa és meghatározó egyénisége lett. Sz. Szigethy távozása után 1927. június 1-től — kis megszakítással — 1932. március közepéig Tölgyes Gyula látta el a második Szegedi Napló főszerkesztői teendőit. Kormánypárti mérsékelt lap volt ekkor a Napló a baloldali Délmagyarország és a szélsőjobboldali Szegedi Új Nemzedék mellett.
Tölgyes Gyula 1932. március 14-én megindította a szegedi Déli Hírlapot, de ez a vállalkozás rövid életűnek bizonyult. 1934. január 1-jén már a budapesti Mai Nap szerkesztője volt. Feltehetően Róna Lajos (az egykori szegedi újságíró), a Mai Nap felelős szerkesztője hívta a laphoz. Itt Tölgyes három évig dolgozott, 1934 és 1936 közt.
1937-ben feltehetően visszatért Szegedre, családja is itt élt. 1937-ben a Magyar Újságírók Egyesülete szegedi osztályának elnöke volt, 1937. április 8-án Juhász Gyula temetésén ő volt az egyik búcsúztató. Tölgyes búcsúbeszéde a Szegedi Napló 1937. április 9-i számában jelent meg. A továbbiakban keveset tudunk róla, feltehetően az 1938-as, 1939-es és az 1941-es zsidótörvények ellehetetlenítették újságírói működését. 1939-ben a sajtóévkönyv Jakobovics Gyula néven említi, s csak jelzi, hogy írói neve Tölgyes. 1944-ben deportálták. Ilia Mihály kutatásai szerint 1945-ben halt meg. 1947-ben a Hétfői Újság április 8-i számában szerepel a szegedi zsidóság veszteséglistáján, Akik nem tértek vissza címen: „Tölgyesi Gyula hírlapíró, 53. éves”

## Kötete
- 16-os ágyon : [elbeszélések]. Szeged : Várnay Ny., 1915. 60 p.